# Museu de Puntes al Coixí
El Museu de Puntes al Coixí és un museu al municipi de l'Arboç (Baix Penedès) dedicat a la tècnica artesana de la punta al coixí, i que conté la major col·lecció mundial d'exemplars de punta arbocenca, declarat ofici singular de Catalunya el 2010 per Artesania de Catalunya (GenCat). El museu és a l'edifici de Can Rossell, que també alberga la Casa de Cultura. L'edifici està protegit com a bé cultural d'interès local.

## Història del museu
La punta al coixí és un ofici profundament arrelat a l'Arboç, i les proves de la seva existència es remunten al segle xviii. El museu fou inaugurat el 1994, però la col·lecció de puntes que serviria de fons al museu es començà a aplegar ja des del 1970, tot a través de donacions de particulars, i a partir del 1978, a través de donacions i adquisicions fetes pel Patronat Pro Futur Museu de Puntes al Coixí.

## El fons
El museu aplega més de 500 obres, entre jocs de llit, mocadors, ventalls, mantons, mantellines, aplicacions, albes (cortines), tapets, complements - com ara bosses de mà, sabates, guants, ombrel·les -, un vestit de comunió fet íntegrament de punta al coixí, etc. Algunes peces daten d'abans del 1920.

## Entitats i fires relacionades
Relacionats amb el museu hi ha l'escola de puntaires de l'Arboç (fundada el 1943), ubicada davant per davant del museu, i la Fira de Santa Llúcia de l'Arboç, també coneguda com la Fira de la Punta al Coixí de Catalunya, que se celebra anualment el diumenge més proper al 13 de desembre i que té la singularitat de ser l'única fira de Catalunya dedicada a la punta al coixí. Durant la fira s'hi celebra una gran trobada de puntaires que acull fins a 1000 artesanes, i té lloc el lliurament de premis del Concurs Nacional de Punta al Coixí de Catalunya.

## L'edifici
L'edifici de Can Rossell és compost de tres plantes separades per cornises. Els baixos de gran alçada, tenen al mig una alta portalada d'arc rebaixat. A cada banda hi podem veure una porta de llinda que té damunt una porta balconera amb llinda i barana de ferro forjat. La planta noble presenta una gran balconada, la base de la qual descriu unes formes ondulades. Consta a més d'una barana de ferro forjat i de tres portes balconeres d'arc rebaixat decorades mitjançant un trencaaigües, que s'ajunta amb la cornisa de separació de les dues plantes i unes franges verticals i horitzontals amb relleus geomètrics. Les golfes tenen tres finestres rectangulars disposades horitzontalment i emmarcades per uns relleus amb columnetes estriades, les quals prenen una forma corba a la part inferior i s'enllacen amb la cornisa de sota. Una sèrie de mènsules sostenen la cornisa. Tota la façana és decorada amb carreus regulars. Es creu que la casa devia ser construïda a principis de segle xx.